# کارلوس لموس
کارلوس لموس (اسپانیایی: Carlos Lemos‎؛ ۱۱ ژوئن ۱۹۰۹ – ۲۲ فوریهٔ ۱۹۸۸) بازیگر اهل اسپانیا بود.
از فیلم‌هایی که وی در آن‌ها نقش داشته است، می‌توان به سفر به هیچ‌کجا اشاره نمود.